# Nicolas Psaume

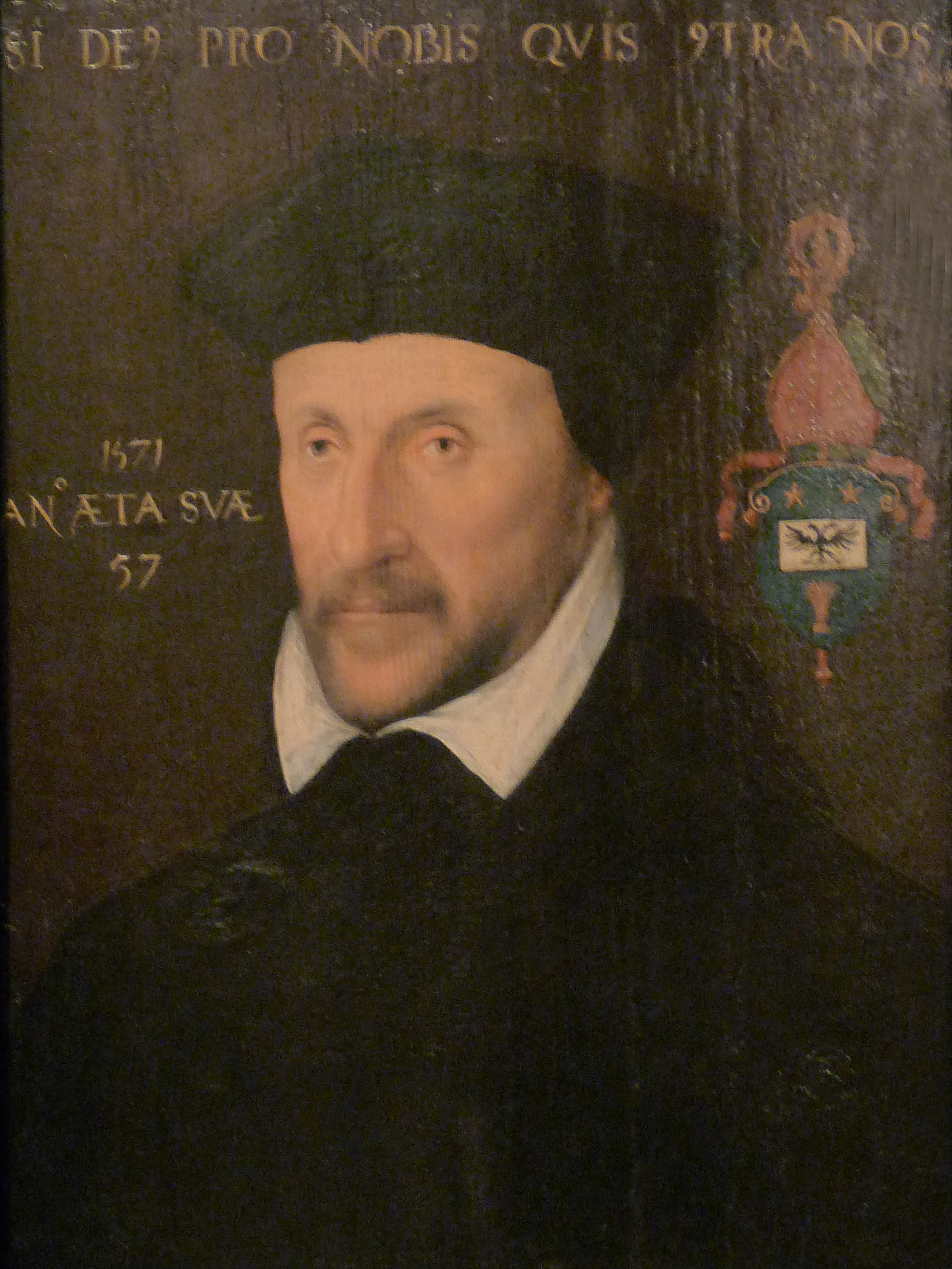
Nicolas Psaume 1571

Nicolas Psaume (* 1518 in Chaumont-sur-Aire, Herzogtum Bar, heute Département Meuse; † 10. August 1575 in Verdun) war von 1548 bis 1575 Bischof von Verdun und war in dieser Funktion Teilnehmer des Konzils von Trient. Er war vor seiner Ernennung zum Bischof Chorherr des Prämonstratenserordens gewesen und gilt als einer der bedeutenden französischen Bischöfe des 16. Jahrhunderts.